# Eurytoma insignis
Eurytoma insignis är en stekelart som beskrevs av Walker 1871. Eurytoma insignis ingår i släktet Eurytoma och familjen kragglanssteklar. Inga underarter finns listade i Catalogue of Life.